# 104 Herculis
Désignations
104 Herculis (en abrégé 104 Her) est une étoile variable de cinquième magnitude de la constellation boréale d'Hercule. Elle porte également la  désignation d'étoile variable de V669 Herculis ainsi que la désignation de Bayer de A Herculis, 104 Herculis étant sa désignation de Flamsteed. D'après la mesure de sa parallaxe annuelle par le satellite Gaia, l'étoile est distante d'environ 160 pc (∼522 al) de la Terre. Elle se rapproche quelque peu du Système solaire à une vitesse radiale de −1,2 km/s.
104 Herculis est une étoile géante rouge vieillissante de la branche asymptotique des géantes et de type spectral M3 III. C'est une variable semi-régulière avec une variation d'une amplitude de 0,14 dans la bande bleue et des pulsations de périodes de 22,9 et 24,0 jours. Le rayon de l'étoile est environ 86 fois plus grand que le rayon solaire, elle est autour de 1 202 fois plus lumineuse que le Soleil et sa température de surface est de 3 535 K.